# Huperzia fuegiana
Huperzia fuegiana är en lummerväxtart som först beskrevs av Roiv., och fick sitt nu gällande namn av Josef Holub. Huperzia fuegiana ingår i släktet lopplumrar, och familjen lummerväxter. Inga underarter finns listade i Catalogue of Life.